# Алфёрова, Елена Евгеньевна
Еле́на Евге́ньевна Алфёрова (Печкурова; род. 22 ноября 1977, Москва) — российский режиссёр документального кино и телевидения, член Гильдии неигрового кино и телевидения.

## Биография
Родилась в Москве. Училась в школах № 865 и № 1274 (Москва).
В 2000 году окончила экономический факультет Московского авиационного института
В 2004 году окончила Московский институт телевидения и радиовещания «Останкино», редактор телевизионных программ
В 2007 году окончила ВГИК им. С. А. Герасимова, мастерская режиссуры научного кино и мультимедиа Виктора Мана и Марии Бабак.
На телевидении с 2004 года
С 2004 по 2007 годы сняла несколько циклов передач, посвящённых Москве: «Музеи Москвы», «Этнические школы Москвы», «Инновационные школы Москвы», «Парки Москвы», «Профессия» (образовательный телеканал «Школьник-Тв»)
В 2009 году стала постоянным режиссёром цикловой телепрограммы «Документальная камера» на телеканале «Культура». В соавторстве с ведущим программы Андреем Шемякиным были сняты следующие фильмы: «Луи Маль. На перекрестках искусства и жизни», «ВГИК: приношение к юбилею», «Америка. Мы и Они», «Разрешите представиться — Царь», «Андрей Эшпай: воплощение музыки», «Школьный фильм как документ времени», «Танец и Время», «Лев Прыгунов: по ту сторону камеры», «Русское присутствие»
В 2007 году сняла два научно-просветительских фильма «Тайны Амазонок» и «Здравствуй, Азбука!»
В 2008 году работала над документальным фильмом о детском психоневрологическом интернате в Псковской области «В Семью». Фильм получил гран-при кинофестиваля «Семья России» в 2009 году
В 2013—2014 году в соавторстве с Виктором Алфёровым сняла документальный фильм о бурятском чемпионе-борце Баире Омоктуеве «Танец орла»
Фильм получил призы:
- «ЛУЧШИЙ РОССИЙСКИЙ ДОКУМЕНТАЛЬНЫЙ ФИЛЬМ» Международного кинофестиваля спортивного кино и телевидения в Самаре в 2014 году[5]
- «BEST EDITING» («Лучший монтаж») 36 SPORTFILMFESTIVAL в Палермо (Италия) в 2015 году. А также номинант в категориях «Лучший иностранный фильм», «Лучший полнометражный фильм», «Лучший звук»[6]

Фильм стал участником культурной программы в рамках «Дней Российской культуры» на Всемирной выставке EXPO 2015 в Милане (Италия).
С 2010 года по настоящее время является членом отборочной комиссии документальной программы международного кинофестиваля «Лучезарный ангел».
С 2014 года является членом отборочной комиссии международного кинофестиваля «Свидание с Россией»
С 2014 года по 2018 год — участник театрального проекта «Игровые чтения для детей»
С 2015 по 2017 годы работала на ГТРК «Культура» старшим редактором по отбору документального кино
С 2016 по 2021 год преподаватель детской киношколы «Школа кино и ТВ АУРУМ»
С 2018 года — член отборочной комиссии I Всероссийского фестиваля фильмов для детей и юношества «ГЕРОЙ» (Красноярск)
С 2021 года основала и ведет собственную кинолабораторию  Art Flame  для детей и подростков
с 2022 года — программный директор Международного кинофестиваля «День Победы.

## Фильмография
1. 2004 — цикл передач «Музеи Москвы»
2. 2005 — цикл передач «Этнические школы Москвы»
3. 2006 — цикл передач «Инновационные школы Москвы»
4. 2007 — цикл передач «Парки Москвы»
5. 2007 — цикл образовательный передач «Профессия»
6. 2007 — научно-популярный документальный фильм «Тайны Амазонок»
7. 2007 — документальный фильм «Здравствуй, Азбука!»
8. 2008 — фильм «Ташкентский оперный театр» из цикла телевизионных фильмов «Венок театров» (эфир телеканал «Культура»)
9. 2008 — документальный фильм «В семью»
10. 2009 — документальный фильм «Жизнь в небе»
11. 2009 — фильм «Луи Маль. На перекрестках искусства и жизни» (цикл передач «Документальная камера», эфир телеканал «Культура»)
12. 2009 — фильм «ВГИК: приношение к юбилею» (цикл передач «Документальная камера», эфир телеканал «Культура»)
13. 2010 — фильм «Америка: Мы и Они» (цикл передач «Документальная камера», эфир телеканал «Культура»)
14. 2010 — фильм «Разрешите представиться: Царь» (цикл передач «Документальная камера», эфир телеканал «Культура»)
15. 2010 — фильм «Андрей Эшпай: воплощение музыки» (цикл передач «Документальная камера», эфир телеканал «Культура»)
16. 2010 — фильм «Школьный фильм как документ времени» (цикл передач «Документальная камера», эфир телеканал «Культура»)
17. 2010 — фильм «Танец и Время» (цикл передач «Документальная камера», эфир телеканал «Культура»)
18. 2010 — фильмы «Наномедицина», «Нанофармакология», «Выбор России» (телеканал «Культура»)
19. 2011 — фильм «Лев Прыгунов: по ту сторону камеры» (цикл передач «Документальная камера», эфир телеканал «Культура»)
20. 2012 — фильм «Русское присутствие» (цикл передач «Документальная камера», эфир телеканал «Культура»)
21. 2014 — фильм «Детский мир» (цикл передач «Документальная камера», эфир телеканал «Культура»)
22. 2014 — документальный фильм «Танец орла»
23. 2015 — документальный фильм «Земля счастливого учения»
24. 2017 — полнометражный игровой фильм «Облепиховое лето» второй режиссёр, режиссёр по хронике, черновой монтаж фильма
25. 2017 — фильм «Город как съемочная площадка. Серпухов Вадима Абдрашитова»[13] (цикл передач «Документальная камера», эфир телеканал «Культура»)
26. 2018 — фильм «Иероглиф „ЯПОНИЯ“»[14] (цикл передач «Документальная камера», эфир телеканал «Культура»)
27. 2018 — документальный фильм «Долгое эхо блокады» (Киностудия им. Горького)
28. 2019 — фильм «Герои устали» (цикл передач «Документальная камера», эфир телеканал «Культура»)
29. 2019 — фильм «Алексей Неклюдов. Tempo allegro» (цикл «Солисты XXI века», эфир телеканал «Культура»)
30. 2020 — документальный фильм «Стрела вдохновения»
31. 2020 — документальный фильм «Радостная встреча» (в производстве)
32. 2020 — документальный фильм «Один за пятерых» (фильм-портрет олимпийского чемпиона по пятиборью, неоднократного чемпиона мира и Европы Александра Лесуна, эфир телеканал «Матч-ТВ»)
33. 2021 — документальный фильм «Родство незнакомых. Россия-Сербия»
34. 2021 — фильм «Георгий Данелия. Путешествие во времени и пространстве» (цикл передач «Документальная камера», эфир телеканал «Культура»)
35. 2021 — документальный фильм «Нина Громова. Полёты судьбы»
36. 2021 — документальный фильм «Юрий Бузиашвили. Сердечный доктор» (в производстве)
37. 2022 — фильм «Подпись автора» (цикл передач «Документальная камера», эфир телеканал «Культура»)
38. 2022 — фильм «Виктор Сухоруков. Перемена участи, перемена судьбы» (цикл передач «Документальная камера», эфир телеканал «Культура»)
39. 2022 — фильм «Москва глазами Андрея Белого и Михаила Булгакова» (цикл передач «Документальная камера», эфир телеканал «Культура»)

## https://youtu.be/ImLzJ2jY4M0
- Трейлер фильма «Танец орла»
- Фильм «В семью»
- Фильм «В Семью» получил Гран-При фестиваля «Семья России» (недоступная ссылка)
- Документальная камера: Танец и Время
- Документальная камера: Разрешите представиться — Царь
- Документальная камера: Школьный фильм как документ времени
- https://yandex.ru/video/touch/search?source=tabbar&filmId=11673437114850497830&text=америка%20мы%20и%20они%20документальная%20камера
- http://www.1soc.ru/news/view/959
- http://minkultrb.ru/news/detail.php?SECTION_ID=95&ELEMENT_ID=9673
- https://web.archive.org/web/20161218020758/http://www.mirtv33.ru/2016/12/dokumentalnyj-film-tanec-orla-predstavila-vo-vladimire-avtor-kartiny/
- https://www.miloserdie.ru/video/miloserdie-doc/
- http://informpskov.ru/news/51988.html
- https://tvkultura.ru/anons/show/episode_id/1561234/brand_id/20924/
- https://www.youtube.com/watch?v=W49zyJ6OkoA&t=176s
- https://smotrim.ru/video/2484672